# Velikij-Balcatul
A Velikij-Balcatul (más néven Balcatul, Balzatul vagy Tarkás-patak, ukránul: Бальзатул [Balzatul]) patak Kárpátalján, a Fehér-Tisza jobb oldali forrásága. Hossza 10 km, vízgyűjtő területe 36,6 km². Esése 101 ‰. (A Kataloh ricsok Ukrajini Sztohovec mellékfolyójának tekinti, mivel utóbbinak csak a Hoverlával való összefolyásától eredezteti a Fehér-Tiszát.)